# ВНИТИ
ВНИТИ («ОАО Научно-производственная фирма по Внедрению Научных и Инженерно-Технических Инноваций (ВНИТИ)»,ОАО ВНИТИ) — научно-исследовательский институт военного назначения.

## История
19 ноября 1947 года был основан ленинградский филиал государственного проектно-технологического института «Оргтрансмаш».
Предприятие, начавшееся с группы численностью 10 человек в период своего расцвета, являлось головной организацией Миноборонпрома СССР по технологии производства бронетанковой техники.
С 1994 года предприятие было преобразовано в акционерное общество, нашло своё место в конверсии промышленности.
Вошло в состав Российского агентства по обычным вооружениям ОАО «ВНИТИ» (научно-производственная фирма по внедрению научных и инженерно-технических инноваций) в качестве подведомственного предприятия. 
Было включено в создаваемый бронетанковый холдинг постановлением правительства РФ № 713 от 11 октября 2001 года.
Институт является связующим звеном между проектантами перспективных танков и серийными заводами, занимающимися выпуском бронетехники. В число задач предприятия входит разработка технологий и оснастки для предприятий ОПК, и её производство.
К июню 2008 года предприятие переехало из здания на Малом проспекте Петроградской стороны, дом № 87 на площадку в Горелово.